# Beit Jala
Beit Jala (« Tapis d'herbe » en araméen) est une ville arabe chrétienne de Palestine sous l'autorité palestinienne, située à 10 km au sud de Jérusalem à 2 km de Bethléem, et à côté de Beit Sahour. En 2007, Beit Jala comptait 11 758 habitants, majoritairement chrétiens avec une minorité musulmane. Près de 100 000 personnes vivant au Chili et dans les Amériques descendent d'habitants ayant émigré pour fuir les combats au cours du siècle passé.

## Géographie
La ville se trouve à 825 m d'altitude en moyenne (son point culminant est à 925 m) à l'ouest de la route d'Hébron et s'étend sur 14 km2.
Sa pluviométrie est de 700 mm. Les précipitations tombent surtout en hiver, entre fin novembre et fin février, avec rarement de la neige. La température monte parfois à 39 degrés à midi en été.
Les températures moyennes sont de 9 à 18 °C en hiver et de 26 à 30 °C en été.

## Histoire
Des traces de peuplement datent de l'âge de la pierre vers 200 000 av. J.-C. Il est certain que l'endroit était peuplé par les Cananéens en 3 000 av. J.-C. comme à Bethléem.
Les ruines les plus anciennes attestant de l'implantation d'une communauté permanente datent de l'époque byzantine aux IIIe et IVe siècles, lorsque des moines, comme saint Nicolas se sont installés ici pour être près du lieu de naissance du Christ. C'est ainsi qu'est construit le monastère Saint-Georges sur la colline. Ses vestiges sont visibles dans la crypte de l'église Saint-Nicolas actuelle, ainsi qu'une grotte où saint Nicolas aurait vécu. Depuis cette époque le village s'est peuplé de chrétiens sans discontinuer.
Beit Jala et Bethléem ont été ravagés par la rébellion samaritaine de 529 et la région est conquise par le calife Oumar en 637. Les croisés installent un clergé catholique en 1099 qui est expulsé en 1187 par Saladin. La Palestine est conquise par les Ottomans en 1516 et Beit Jala connaît une vie prospère jusqu'au XVIIe siècle, date à laquelle la décadence de l'Empire ottoman impose de plus en plus de taxes et de conscriptions forcées d'enfants chrétiens obligés d'abjurer leur foi pour devenir entre autres janissaires. Mohammed Ali d'Égypte occupe la région de 1831 à 1840 et il en est chassé par les Turcs revenus grâce à l'aide des Britanniques. L'émigration des chrétiens, plus éduqués que la moyenne, commence alors à la fin du XIXe siècle, notamment en Argentine et au Chili. C'est à cette époque aussi que les missionnaires orthodoxes russes, catholiques français, britanniques anglicans et allemands luthériens s'intéressent à la région et obtiennent le droit d'ouvrir des écoles et des missions.
Les autorités israéliennes ont confisqué depuis 1967 10 000 dunnums sur les 15 000 dunnums appartenant à la commune, pour la fondation des colonies juives de Gilo, Har Gilo, et Givat Hamatos.

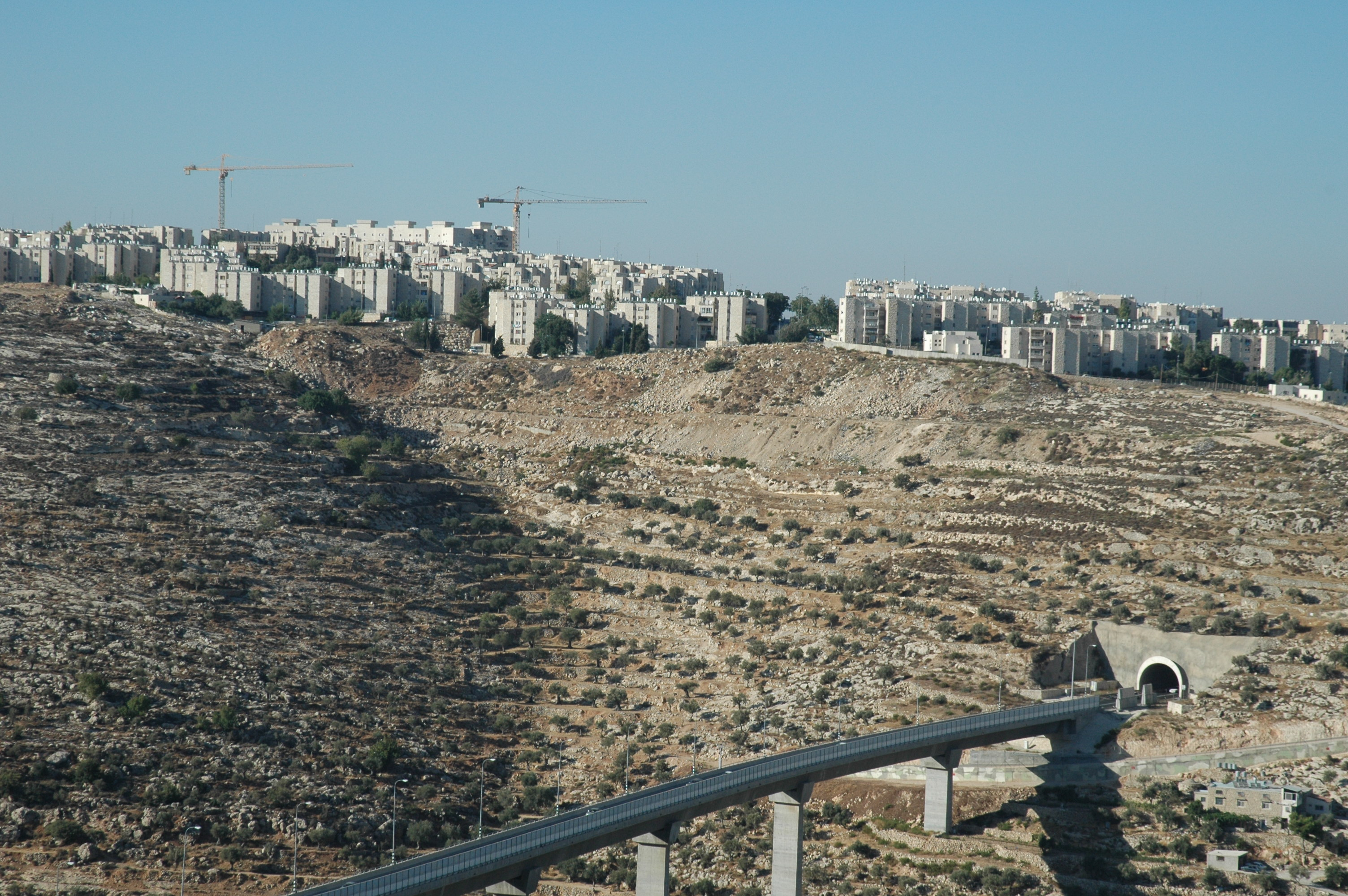
Vue de Gilo prise depuis Beit Jala.

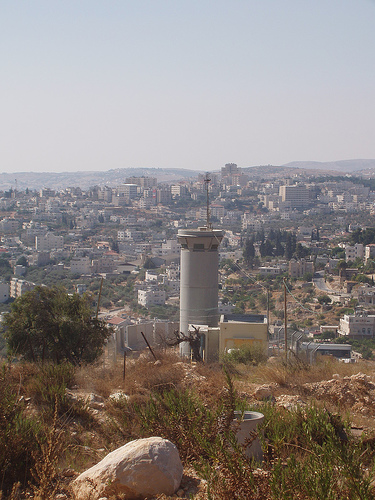
Beit Jala vue de Gilo.

### Projet de mur israélien
En juillet 2015, la Cour Suprême israélienne a autorisé un mur de séparation dans la vallée de Beit Jala, un projet auquel les Palestiniens s'opposent.

## Religion
La ville comprend six églises et deux mosquées, dont:
- Église Saint-Nicolas, église grecque-orthodoxe (la plus importante) reconstruite en 1925
- Église Sainte-Marie, église grecque-orthodoxe (la plus ancienne)
- Église Saint-Georges, église grecque-orthodoxe
- Église catholique de l'Annonciation
- Église de la Réformation, église luthérienne fondée par la Jerusalemsverein
- Couvent des Salésiens de Don Bosco (1885) sur les ruines d'un monastère byzantin (VIIe siècle), comprenant un chai renommé pour la viticulture des vignes alentour

Depuis 2014, les chrétiens de rite syriaque de Beit Jala peuvent s’enregistrer au sein de l’ethnie officielle des Araméens.

## Éducation
La ville accueille quatre écoles élémentaires et secondaires publiques qui scolarisent 45 % des élèves (1 774 élèves) et six écoles privées confessionnelles qui scolarisent 55 % des élèves (2 133 élèves) dont la célèbre école Talitha Kumi fondée ici en 1951. Les programmes des écoles privées sont ceux du ministère de l'éducation de Palestine.
- École et lycée Talitha Kumi (1951), fondée par l'Église luthérienne: neuf cents élèves du jardin d'enfant aux terminales
- École du patriarcat latin: mille élèves du jardin d'enfant aux terminales
- Séminaire du patriarcat latin de Jérusalem (1936), comprenant neuf années d'études, dont une en France
- École hôtelière
- Filiale de l'université Al Qods, avec 2 500 étudiants en sciences, technologie, agriculture, management, sciences économiques et administratives, développement social et familial, etc.
- Annexe du Conservatoire de musique de Bethléem

## Agriculture
La ville est entourée de vignobles, d'oliveraies (certains oliviers étant millénaires), de vergers d'abricotiers, de pommiers, de pruniers, etc.

## Sport
- Les Beit Jala Lions, unique club de rugby à XV entièrement palestinien
- Piscine Charles de Gaulle[réf. nécessaire]

## Intervention d'Israël
Le 29 janvier 2018, deux immeubles en construction sont détruits par les forces israéliennes.